# Montréal-les-Sources
Montréal-les-Sources è un comune francese di 33 abitanti situato nel dipartimento della Drôme della regione dell'Alvernia-Rodano-Alpi.

## Società

### Evoluzione demografica
Abitanti censiti